# Stylosanthes
Stylosanthes là một chi thực vật có hoa thuộc họ Fabaceae. Nó thuộc phân họ Faboideae.

## Danh sách loài
- Stylosanthes acuminata M.B.Ferreira & Sousa Costa
- Stylosanthes angustifolia Vogel
- Stylosanthes angustissima Klotzsch
- Stylosanthes aprica Span.
- Stylosanthes aurea M.B.Ferreira & Sousa Costa
- Stylosanthes bahiensis 't Mannetje & G.P.Lewis
- Stylosanthes bangii Taub. ex Rusby
- Stylosanthes biflora Britton, Sterns & Poggenb.
- Stylosanthes calcicola Small
- Stylosanthes cayennensis Mohlenbr.
- Stylosanthes erecta Beauv.
- Stylosanthes fruticosa (Retz.) Alston
- Stylosanthes hamata (L.) Taubert
- Stylosanthes humilis Kunth
- Stylosanthes nervosa J.F.Macbr.
- Stylosanthes scabra Vog.
- Stylosanthes subsericea Blake
- Stylosanthes virgata Mart. ex Colla
- Stylosanthes viscosa (L.) Sw.

## Hình ảnh

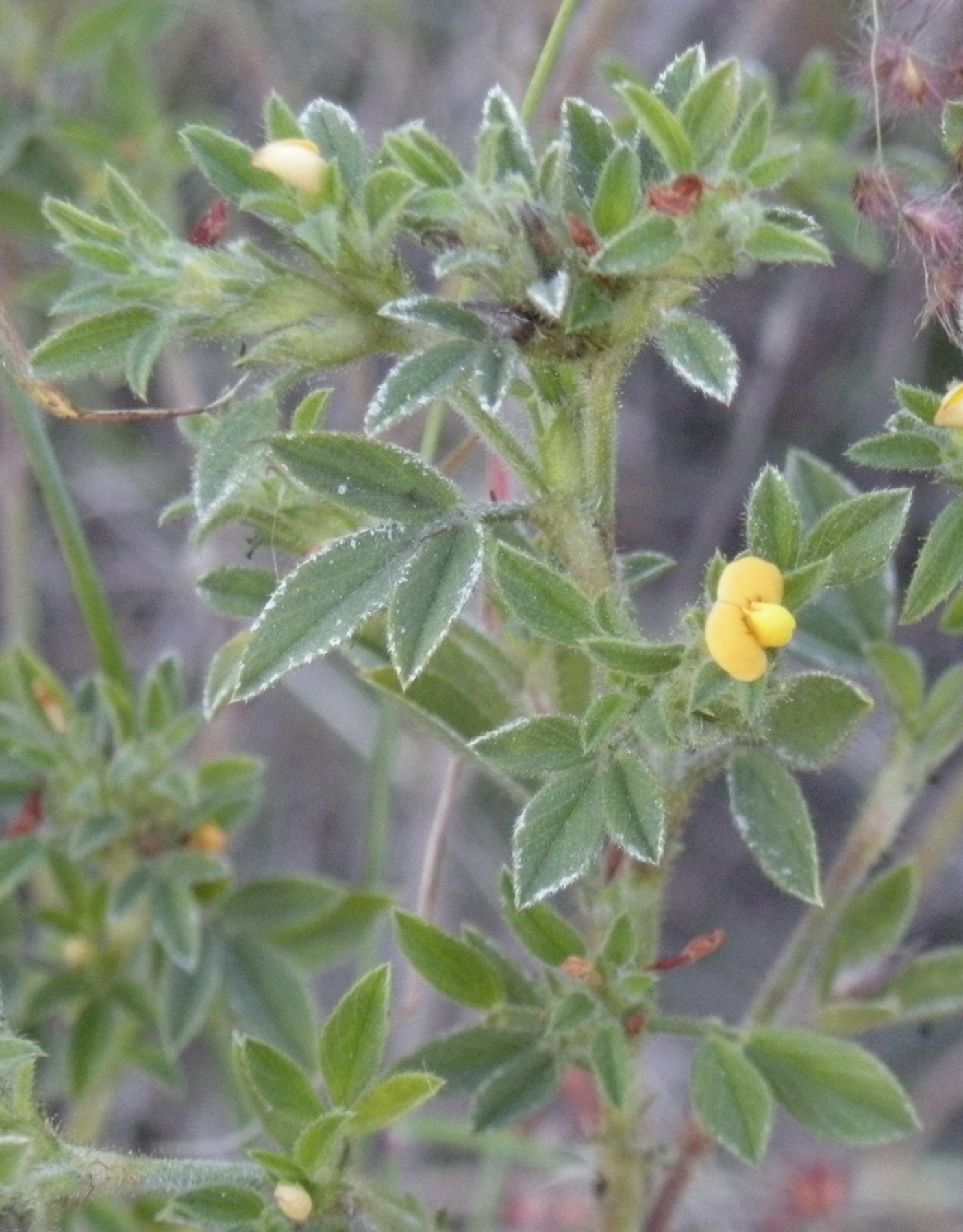
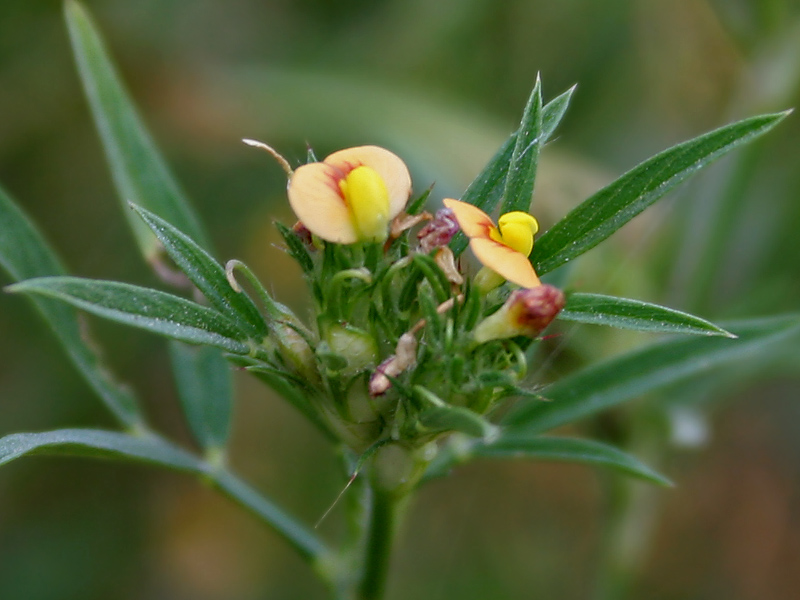
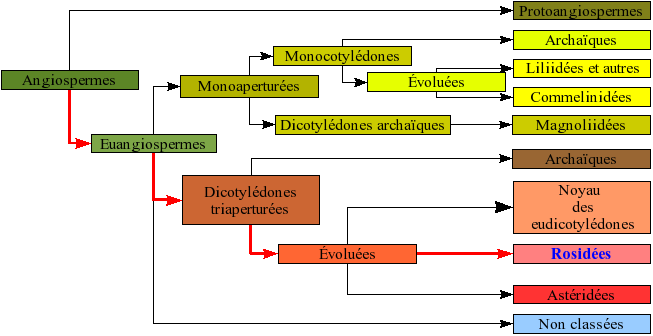
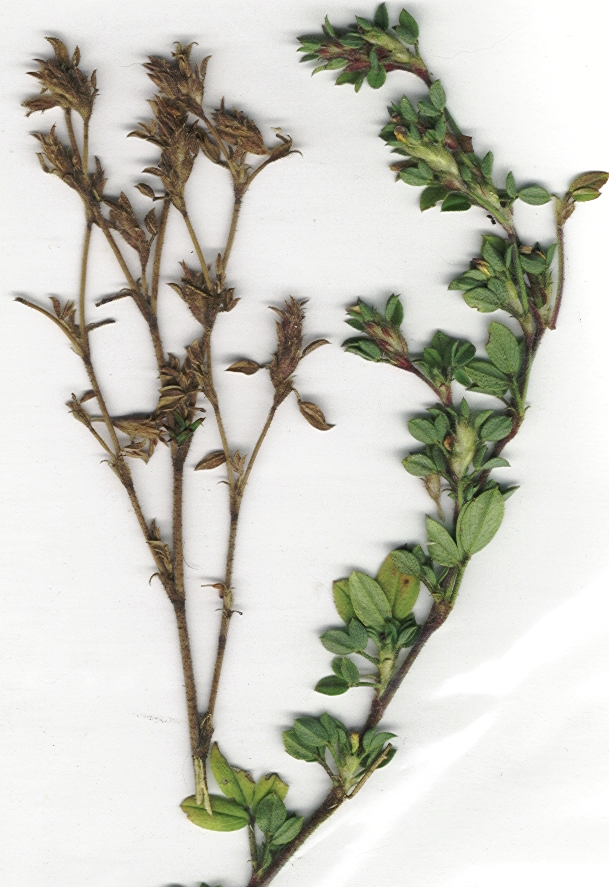